# برايان برستون
برايان برستون (بالإنجليزية: Brian Preston)‏ هو قاضي أسترالي، ولد في 10 يوليو 1958.